# 산드로 쿠오모
산드로 쿠오모(이탈리아어: Sandro Cuomo, 1962년 10월 21일 ~ )는 이탈리아의 펜싱 선수로 주 종목은 에페이다. 1984년 하계 올림픽에서 에페 단체전 동메달을 획득했고, 1996년 하계 올림픽에서 단체전 금메달을 획득했다. 세계 선수권 대회에서도 단체전 금메달 3개를 획득했다. 현재 이탈리아 에페 펜싱 대표팀 감독을 맡고 있다.